# An Tiến, Mỹ Đức
An Tiến là một xã thuộc huyện Mỹ Đức, thành phố Hà Nội, Việt Nam.
Xã có diện tích 9,76 km², dân số năm 1999 là 5.555 người, mật độ dân số đạt 569 người/km².